# Phaeocatantops johnstoni
Phaeocatantops johnstoni är en insektsart som först beskrevs av Boris Petrovich Uvarov 1942.  Phaeocatantops johnstoni ingår i släktet Phaeocatantops och familjen gräshoppor. Inga underarter finns listade i Catalogue of Life.